# ساماني طاجيكي
الساماني (بالطاجيكيّة: сомонӣ، رمز أيزو 4217: TJS) هي العملة الرسمية لطاجيكستان. في تاريخ 30 أكتوبر 2000 بدأ تداول هذه العملة الجديدة لتحلّ محلّ الروبل القديم بمعدّل ساماني واحد لكل ألف روبل وسُمِّيَت على اسم مؤسّس الدولة إسماعيل الساماني. يُقَسَّم الساماني إلى 100 درهم (بالطاجيكيّة: дирам). يظهر ابن سينا على عملة العشرون ساماني.

## العملات المعدنية
| السلسلة الأولى                                                                               | السلسلة الأولى | السلسلة الأولى | السلسلة الأولى  | السلسلة الأولى  | السلسلة الأولى  | السلسلة الأولى     | السلسلة الأولى | السلسلة الأولى                                               | السلسلة الأولى                                | السلسلة الأولى |
| الصورة                                                                                       | الصورة         | القيمة         | المعايير الفنية | المعايير الفنية | المعايير الفنية | المعايير الفنية    | الوصف          | الوصف                                                        | الوصف                                         | تاريخ السك     |
| الظهر                                                                                        | الوجه          | القيمة         | القطر           | السمك           | الوزن           | التكوين            | الحافة         | الوجه                                                        | الظهر                                         | تاريخ السك     |
| -------------------------------------------------------------------------------------------- | -------------- | -------------- | --------------- | --------------- | --------------- | ------------------ | -------------- | ------------------------------------------------------------ | --------------------------------------------- | -------------- |
|                                                                                              |                | 5 درام         | 16.5 ملم        | 1.35 ملم        | 2 g             | فولاذ مغطى بالنحاس | أملس           | التاج الطاجيكي و7 نجوم، "ҷумҳурии Тоҷикистон"، سنة سك العملة | القيمة                                        | 2001           |
|                                                                                              |                | 10 درام        | 17.5 ملم        | 1.4 ملم         | 2.4 g           | فولاذ مغطى بالنحاس | أملس           | التاج الطاجيكي و7 نجوم، "ҷумҳурии Тоҷикистон"، سنة سك العملة | القيمة                                        | 2001           |
|                                                                                              |                | 20 درام        | 18.5 ملم        | 1.4 ملم         | 2.7 g           | فولاذ مغطى بالنحاس | أملس           | التاج الطاجيكي و7 نجوم، "ҷумҳурии Тоҷикистон"، سنة سك العملة | القيمة                                        | 2001           |
|                                                                                              |                | 25 درام        | 19 ملم          | 1.4 ملم         | 2.76 g          | نحاس أصفر          | أملس           | التاج الطاجيكي و7 نجوم، "ҷумҳурии Тоҷикистон"، سنة سك العملة | القيمة                                        | 2001           |
|                                                                                              |                | 50 درام        | 21 ملم          | 1.45 ملم        | 3.6 g           | نحاس أصفر          | أملس           | التاج الطاجيكي و7 نجوم، "ҷумҳурии Тоҷикистон"، سنة سك العملة | القيمة                                        | 2001           |
|                                                                                              |                | 1 ساماني       | 24 ملم          | 1.6 ملم         | 5.2 g           | نيكل نحاسي         | مقصب وأملس     | إسماعيل الساماني جمهورية طاجيكستان ، القيمة                  | القيمة والتاج الطاجيكي و7 نجوم، سنة سك العملة | 2001           |
|                                                                                              |                | 3 ساماني       | 25.5 ملم        | 1.8 ملم         | 6.3 g           | نيكل نحاسي         | مقصب           | شعار طاجيكستان، "ҷумҳурии Тоҷикистон"، value                 | القيمة والتاج الطاجيكي و7 نجوم، سنة سك العملة | 2001           |
|                                                                                              |                | 5 ساماني       | 26.5 ملم        | 1.85 ملم        | 7 g             | نيكل نحاسي         | مقصب وأملس     | الرودكي، "ҷумҳурии Тоҷикистон"، القيمة، "Рӯдакӣ"3            | القيمة والتاج الطاجيكي و7 نجوم، سنة سك العملة | 2001           |
| هذه الصور هي بمقياس 2.5 بكسل لكل ملم. For table standards, see the coin specification table. |                |                |                 |                 |                 |                    |                |                                                              |                                               |                |

### السلسة الثانية
| السلسلة الثانية                                                                              | السلسلة الثانية | السلسلة الثانية | السلسلة الثانية | السلسلة الثانية | السلسلة الثانية | السلسلة الثانية    | السلسلة الثانية | السلسلة الثانية                              | السلسلة الثانية | السلسلة الثانية |
| الصورة                                                                                       | الصورة          | القيمة          | المعايير الفنية | المعايير الفنية | المعايير الفنية | المعايير الفنية    | الوصف           | الوصف                                        | الوصف           | تاريخ السك      |
| الوجه                                                                                        | الظهر           | القيمة          | القطر           | السمك           | الوزن           | التكوين            | الحافة          | الوجه                                        | الظهر           | تاريخ السك      |
| -------------------------------------------------------------------------------------------- | --------------- | --------------- | --------------- | --------------- | --------------- | ------------------ | --------------- | -------------------------------------------- | --------------- | --------------- |
|                                                                                              |                 | 1 درام          | 14.5 ملم        | 1.3 ملم         | 1.3 g           | فولاذ مغطى بالنحاس | أملس            | شعار طاجكيستان، " جمهورية طاجيكستان"، سنة سك | القيمة          | 2011            |
|                                                                                              |                 | 2 درام          | 16 ملم          | 1.4 ملم         | 1.6 g           | فولاذ مغطى بالنحاس | أملس            | شعار طاجكيستان، " جمهورية طاجيكستان"، سنة سك | القيمة          | 2011            |
|                                                                                              |                 | 5 درام          | 18 ملم          | 1.5 ملم         | 2 g             | نحاس               | أملس            | شعار طاجكيستان، " جمهورية طاجيكستان"، سنة سك | القيمة          | 2011            |
|                                                                                              |                 | 10 درام         | 20.5 ملم        | 1.7 ملم         | 3 g             | نحاس               | أملس            | شعار طاجكيستان، " جمهورية طاجيكستان"، سنة سك | القيمة          | 2011            |
|                                                                                              |                 | 20 درام         | 23.5 ملم        | 1.8 ملم         | 4.5 g           | نحاس               | مموج            | شعار طاجكيستان، " جمهورية طاجيكستان"، سنة سك | القيمة          | 2011            |
|                                                                                              |                 | 50 درام         | 26 ملم          | 2 ملم           | 5.5 g           | نحاس               | مقصب            | شعار طاجكيستان، " جمهورية طاجيكستان"، سنة سك | القيمة          | 2011            |
|                                                                                              |                 | 1 ساماني        | 27 ملم          | 1.6 ملم         | 5.2 g           | نيكل نحاسي         | مقصب            | شعار طاجكيستان، " جمهورية طاجيكستان"، سنة سك | القيمة          | 2011            |
| هذه الصور هي بمقياس 2.5 بكسل لكل ملم. For table standards, see the coin specification table. |                 |                 |                 |                 |                 |                    |                 |                                              |                 |                 |

### السلسلة الثالثة (2018)
|                                                                                              | 1 ساماني | 24.5 ملم | 5.8 g | فضة النيكل | مقصب                     | طاجيكستان، ميرزو تورسونزودا | القيمة وتاج وسبعة نجوم وتاريخ السك | 2018 | 20 يونيو 2018 |
|                                                                                              | 3 ساماني | 25.5 ملم | 6.3 g | فضة النيكل | أملس مع نقوش "СЕ СОМОНӢ" | طاجيكستان، شيرينشو شوتيمور  | القيمة وتاج وسبعة نجوم وتاريخ السك | 2018 | 20 يونيو 2018 |
|                                                                                              | 5 ساماني | 26.5 ملم | 7.0 g | فضة النيكل | مقصب                     | طاجيكستان، صدر الدين عيني   | القيمة وتاج وسبعة نجوم وتاريخ السك | 2018 | 20 يونيو 2018 |
| هذه الصور هي بمقياس 2.5 بكسل لكل ملم. For table standards, see the coin specification table. |          |          |       |            |                          |                             |                                    |      |               |

## الأوراق النقدية
| السلسلة الحالي                         | السلسلة الحالي | السلسلة الحالي | السلسلة الحالي | السلسلة الحالي | السلسلة الحالي                     | السلسلة الحالي                 | السلسلة الحالي | السلسلة الحالي           |
| الصورة                                 | الصورة         | القيمة         | الأبعاد        | اللون          | الوصف                              | الوصف                          | تاريخ          | تاريخ                    |
| الوجه                                  | الظهر          | القيمة         | الأبعاد        | اللون          | الوجه                              | الظهر                          | الطباعة        | الإصدار                  |
| -------------------------------------- | -------------- | -------------- | -------------- | -------------- | ---------------------------------- | ------------------------------ | -------------- | ------------------------ |
|                                        |                | 1 درام         | 100 × 60 ملم   | بني            | مسرح صدر الدين عيني ودار الأوبرا   | جبال بامير                     | 1999           | 2000                     |
|                                        |                | 5 درام         | 100 × 60 ملم   | أزرق           | قصر أربوب الثقافي                  | ضريح ميرزو تورسونزودا          | 1999           | 2000                     |
|                                        |                | 20 درام        | 100 × 60 ملم   | أخضر           | قاعة اجتماعات بنك طاجيكستان الوطني | طريق جبلي                      | 1999           | 2000                     |
|                                        |                | 50 درام        | 100 × 60 ملم   | أرجواني        | إسماعيل الساماني                   | وادي جبلي                      | 1999           | 2000                     |
|                                        |                | 1 ساماني       | 141 × 65 ملم   | أخضر           | ميرزو تورسونزودا                   | بنك طاجيكستان الوطني           | 1999           | 2000                     |
|                                        |                | 3 ساماني       | 141 × 65 ملم   | بنفسجي         | شيرينشو شوتيمور                    | جمعية طاجيكستان العليا         | 2010           | 2010                     |
|                                        |                | 5 ساماني       | 144 × 65 ملم   | أزرق           | صدر الدين عيني                     | ضريح الرودكي                   | 1999           | 2000 2010 2013 2017 2018 |
|                                        |                | 10 ساماني      | 147 × 65 ملم   | أحمر           | ابن شهاب الهمداني                  | ضريح ابن شهاب الهمداني         | 1999           | 2000 2010 2013 2017 2018 |
|                                        |                | 20 ساماني      | 150 × 65 ملم   | أصفر           | ابن سينا                           | قلعة حصار                      | 1999           | 2000 2010 2013 2017 2018 |
|                                        |                | 50 ساماني      | 153 × 65 ملم   | أزرق           | بوبوجون جافوروف                    | شيخانا سينو                    | 1999           | 2000 2010 2013 2017 2018 |
|                                        |                | 100 ساماني     | 156 × 65 ملم   | بني            | إسماعيل الساماني                   | القصر الرئاسي                  | 1999           | 2000 2010 2013 2017 2018 |
|                                        |                | 200 ساماني     | 159 x 68 ملم   | بني وأصفر      | نصرتولو ماكسوم                     | مبنى المكتبة الوطنية في دوشنبه | 2010           | 2010 2018                |
|                                        |                | 500 ساماني     | 162 x 71 ملم   | أرجواني ورمادي | الرودكي                            | قصر الأمم في دوشنبه            | 2010           | 2010 2018                |
| هذه الصور بمقياس 0.7 بيكسل كل ميليمتر. |                |                |                |                |                                    |                                |                |                          |